# Distrito histórico residencial de Sheffield
El Distrito histórico residencial de Sheffield es un distrito histórico ubicado en Sheffield, Alabama, Estados Unidos.

## Descripción
El distrito contiene 678 propiedades contribuyentes que cubren 160 acres (65 ha) de extensión y que representan el crecimiento de la ciudad desde su fundación en la década de 1880 hasta la de 1950. La ciudad de Sheffield fue fundada en 1883, en el antiguo emplazamiento de una ciudad conocida como York Bluff. El banquero de Montgomery, Alfred Moses fundó Sheffield Land, Iron and Coal Company y comenzó a trazar las calles en una cuadrícula de norte a sur. Poco después de la venta inicial de terrenos en la ciudad,se construyeron cinco altos hornos de hierro, junto con embarcaderos y muelles a lo largo del río Tennessee. Le siguieron otras industrias y negocios comerciales. Las clases altas construyeron grandes casas victorianas lo largo del acantilado con vista al río, mientras que las cabañas victorianas más sobrias se construyeron más cerca del distrito industrial. También se construyó un distrito comercial de dos pisos, varias iglesias y una escuela a fines de la década de 1880.
La economía de la ciudad sufrió durante el Pánico de 1893, pero sólo se reavivó en 1898 cuando la Compañía de Ferrocarriles del Sur ubicó su sede en Sheffield. Otros desarrollos industriales y comerciales siguieron durante la década de 1900, sin embargo, la construcción residencial no se reanudó en serio hasta mediados de la década de 1900. El desarrollo se estimuló nuevamente en 1916, con la construcción de la presa Wilson y dos plantas de nitrato de amonio. Se construyeron varios edificios de apartamentos (incluido uno en estilo neopueblo), así como numerosos bungalós y casas de estilo neocolonial británico para albergar la afluencia de personas. Después de la Segunda Guerra Mundial, se construyeron varias casas de campo en todo el distrito.
El distrito fue incluido en el Registro Nacional de Lugares Históricos en 2002.